# Julia Robertsová

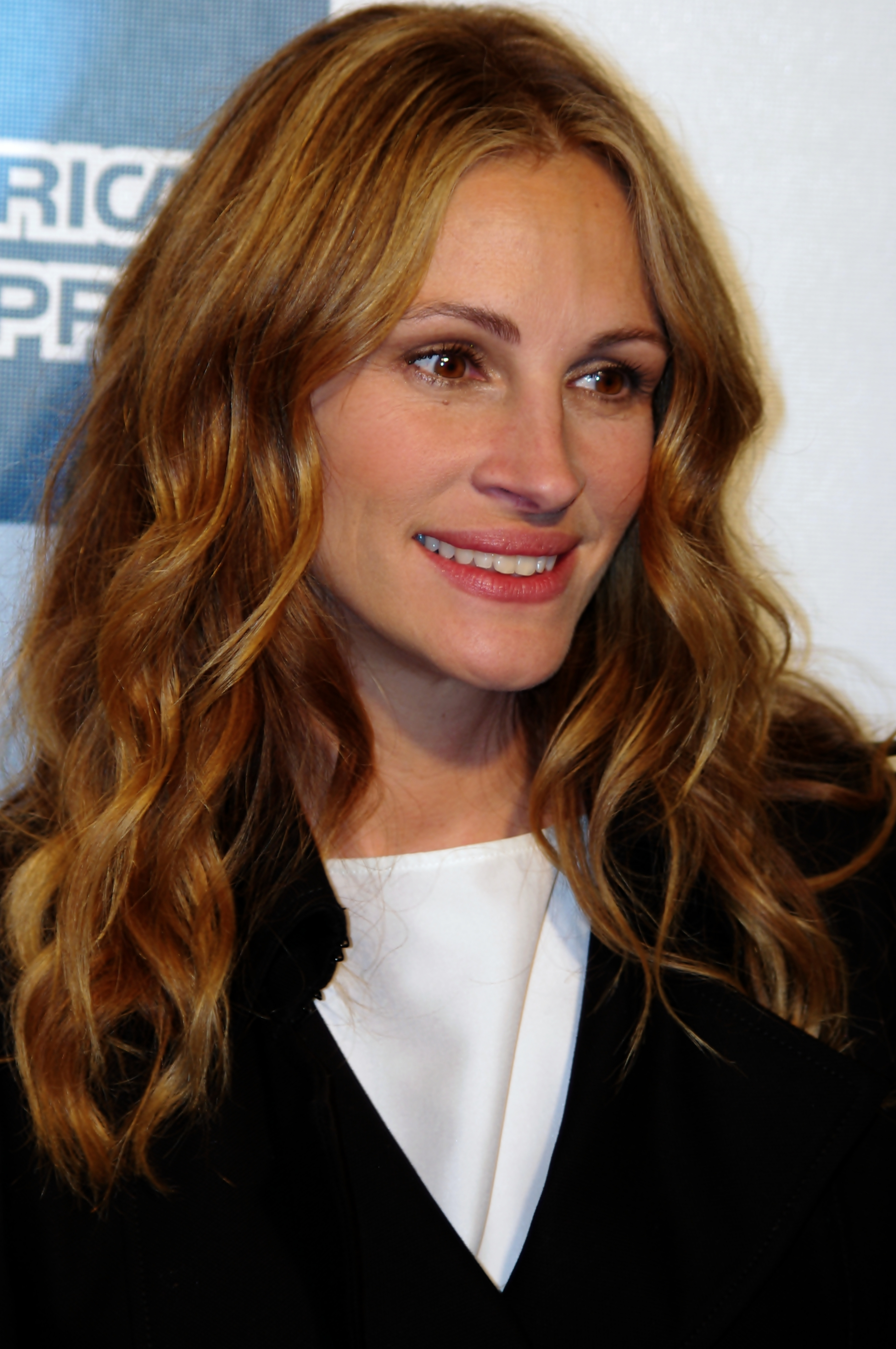
Julia Robertsová (2011)

Julia Fiona Robertsová (nepřechýleně Roberts, * 28. října 1967 Atlanta, Georgie) je americká herečka a bývalá modelka, držitelka tří Zlatých glóbů a Oscara pro nejlepší herečku v hlavní roli za ztvárnění titulní postavy v dramatu Erin Brockovich. Podle médií se zařadila mezi nejlépe placené filmové herečky všech dob.

## Životopis

### Rodina
Narodila se jako Julie Fiona Roberts coby třetí dítě. Pochází z umělecky založené rodiny, oba rodiče, otec Walter a matka Betty-Lou Robertsovi, jakož i oba její sourozenci (starší bratr Eric Roberts a sestra Lisa Roberts Gillan) byli a jsou herci. Herečkou je i bratrova manželka Eliza Roberts a Juliina neteř Emma Roberts. Oba rodiče byli i divadelní pedagogové a scenáristé. Seznámili se v americkém armádním divadle a po odchodu z armády v Atlantě provozovali soukromé divadelní studio a divadelní školu pro místní děti. Tato činnost nebyla příliš výdělečná, a proto ji museli neustále podporovat různí místní sponzoři a mecenáši. Mezi žáky jejich divadelní školy byly i děti atlantského pastora Martina Luthera Kinga, který jejich školu také finančně podporoval.
Julia se narodila jako třetí a poslední dítě a zdroje uvádí, že manželka Martina Luthera Kinga zaplatila její matce na podzim roku 1967 pobyt v porodnici (o několik měsíců později na jaře 1968 byl Martin Luther King zákeřně zavražděn). Manželství jejích rodičů nebylo příliš šťastné ani harmonické, na počátku 70. let skončilo rozvodem, svoji činnost z ekonomických důvodů ukončila i místní divadelní škola.

### Dětství
Své dětství prožila s matkou, která se podruhé provdala, zatímco její otec později pracoval jako prodejce vysavačů v jednom z atlantských obchodních domů. Matčino druhé manželství nebylo příliš šťastné a harmonické. Po rozvodu zůstala matka ve Smyrně (dnes předměstí Atlanty) s oběma dcerami a podruhé se provdala, kdežto otec se společně s tehdy šestnáctiletým bratrem Ericem odstěhoval do Atlanty, kde ale po šesti letech od rozvodu předčasně zemřel na rakovinu.
Kvůli silným brýlím a velkým ústům narážela často ve škole na posměšky od svých spolužáků, nosila také zubní rovnátka a sama se považovala za „ošklivé káčátko". Využila velkých úst, ze kterých si vytvořila něco jako svoji pomyslnou obchodní značku, sundala brýle, místo nichž začala používat kontaktní čočky, které ještě více zvýrazňovaly její kaštanové oči, a využila také vyšší postavy. Jako malá dívka si dlouho přála stát se veterinářkou.
Má ráda koně, což je záliba, kterou zdědila po svém dědovi Tomovi Robertsovi, který ji také v dětství naučil na koni jezdit (což později několikrát úspěšně předvedla i ve filmu).

### Herecké začátky
Po dokončení střední školy ve Smyrně (dnes součást Atlanty) se rozhodla, že v roce 1985 odjede za svými sourozenci do New Yorku, kde poté společně se sestrou Lisou navštěvovala soukromé herecké kurzy. Zanedlouho podepsala smlouvu s modelingovou agenturou, která jí tehdy zajistila alespoň skromnou existenci. Nicméně začátky zde byly těžké.
První epizodní roli ztvárnila v eroticky laděném nízkorozpočtovém snímku Firehouse. Kvůli registraci v organizaci amerických herců si původní křestní jméno Julie pozměnila na Julia, neboť v tomto registru již byla zapsána herečka téhož jména. Díky bratrovi, který byl v té době již známou hollywoodskou hereckou hvězdou, posléze získala svoji první větší roli ve filmu Červené jako krev (zde poprvé a naposledy hrála sourozence společně se svým bratrem Ericem), který ovšem nebyl úspěšný, ale díky němu se dostala poprvé do Hollywoodu. V roce 1988 si zahrála ve snímku Satisfaction, kde ztvárnila postavu rockové baskytaristky (před natáčením filmu se na baskytaru učila hrát intenzivně celkem asi čtyři týdny).

### Osobní život
Měla několik partnerů, mezi její vážné známosti patřil Dylan McDermott, Liam Neeson, Kiefer Sutherland (plánovanou svatbu s ním zrušila těsně před jejím uskutečněním), Jason Patric, Matthew Perry a Benjamin Bratt. V polovině 90. let byla přibližně rok a půl provdána za countryového zpěváka Lyle Lovetta.
V červenci roku 2002 se podruhé provdala za hollywoodského kameramana Daniela Modera, se kterým žije na svém soukromém ranči ve městě Taos v Novém Mexiku nebo v soukromém rodinném sídle v kalifornském Malibu. V listopadu 2004 se jim narodila dvojčata, dcera Hazel Patricia a syn Phinnaeus „Finn“ Walter. Jejich třetí dítě, syn Henry Daniel Moder, se narodil 18. června 2007 v Los Angeles.

## Filmografie

### Mystic Pizza
Svůj první velký herecký debut ve větší filmové roli si odbyla v nízkorozpočtovém snímku Mystic Pizza z roku 1988. Zde si zahrála dívku portugalské národnosti.

### Ocelové magnólie
V roce 1989 úspěšně vystupovala ve snímku Ocelové magnólie, za nějž získala svůj první Zlatý glóbus a svoji první nominaci na Oscara. Hrála zde mladou dívku, která je vážně nemocná diabetička. Zajímavé na této roli je to, že ona sama těsně před natáčením tohoto snímku prodělala velmi vážné onemocnění – virovou meningitidu, kdy byla po několik měsíců hospitalizována.

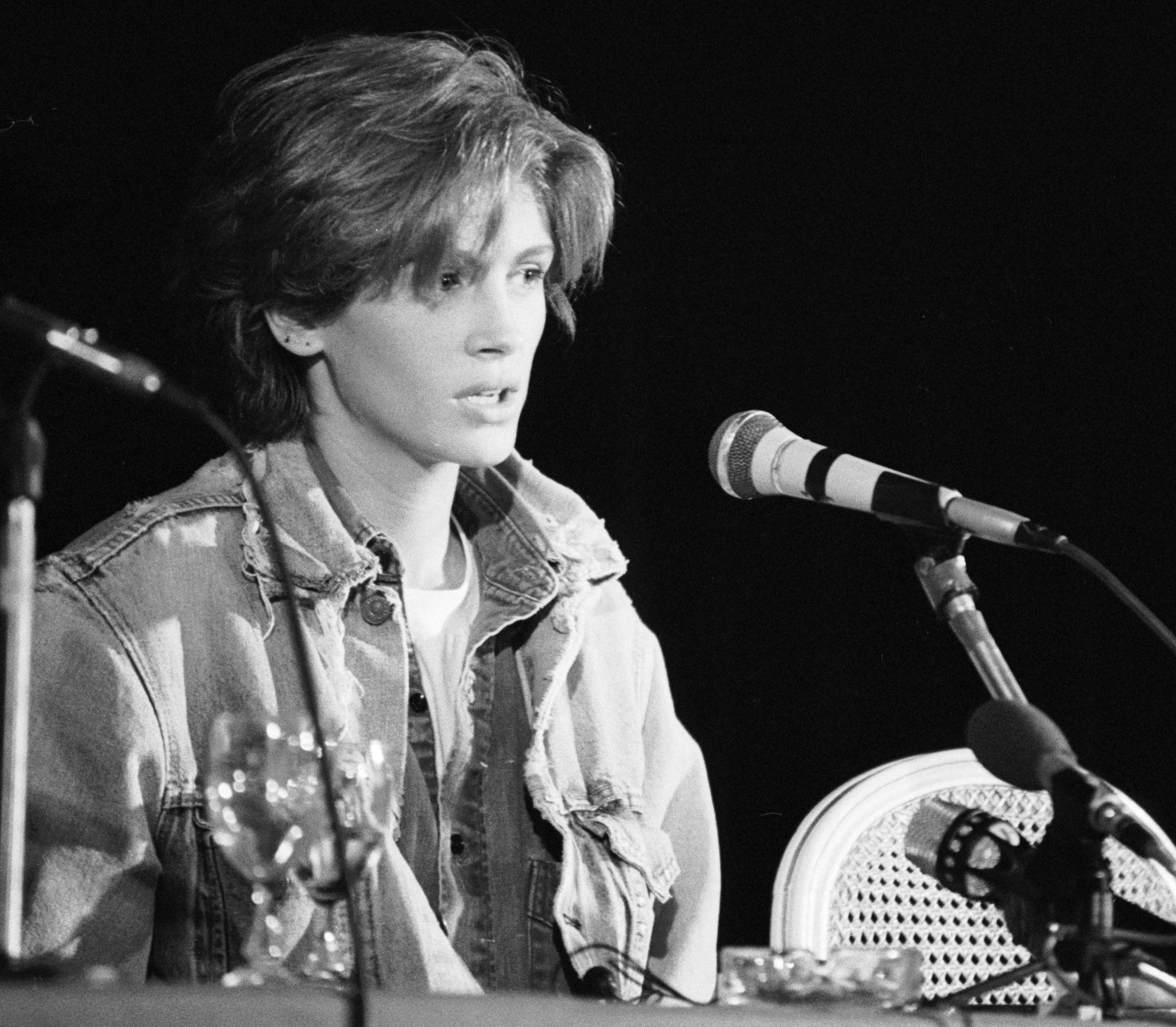
Julia Robertsová (1990)

### Pretty Woman
Známá romantická komedie Pretty Woman z roku 1990 natočená režisérem Garrym Marshallem. V hlavní roli hrála postavu prostitutky Vivian Wardové. Richard Gere představoval podnikatele a magnáta Edwarda Lewise. Kultovní snímek, který ji zařadil mezi americké herecké superhvězdy. Po premiéře tohoto filmu o ní psaly noviny každý den. Najednou nemohla opustit svůj dům bez toho, aby ji na každém kroku doprovázela ochranka před hordou reportérů a fotografů. Tato doba byla pro ni trpkou zkouškou, začala velmi hubnout a začalo se mluvit o její závislosti na drogách, či o její anorexii, což se nepotvrdilo. Film vypráví o prostitutce Vivian, která v Hollywoodu náhodně potká bohatého a pohledného podnikatele. Brzy mezi nimi vzniká vztah, který pak přerůstá v lásku.
Podobný romantický film s týmž hlavním představitelem (Richard Gere) i režisérem (Garry Marshall) natočila o devět let později s názvem Nevěsta na útěku, zde si zahrála se svojí sestrou Lisou.

### Erin Brockovich
Tento film měl premiéru v kinech v roce 2000. Jeho scénář byl napsán podle skutečné události. Zde si zahrála sekretářku Erin Brockovich, která objevila velký ekologický skandál. Následně po premiéře se o ní začalo mluvit jako o hlavní favoritce na držitelku Oscara. Dne 25. března 2001 se nejcennější ceny ve filmovém průmyslu dočkala. Tento film jí také vynesl postavení nejlépe placené herečky v Hollywoodu.

### Úsměv Mony Lisy
Ve snímku Úsměv Mony Lisy z roku 2003 si zahrála vysokoškolskou učitelku Katherine Ann Watsonovou, asistentku na katedře dějin umění na prestižní dívčí univerzitě ve Wellesley College v Massachusetts. Za kamerou tehdy stál její druhý manžel Daniel Moder, producentem snímku byla její vlastní produkční společnost RedOm. I zde si zahrála se svojí sestrou Lisou.

## Filmografie
| Rok  | Název                          | Role                      | Informace |
| ---- | ------------------------------ | ------------------------- | --- |
| 1987 | Firehouse                      | Babs                      | |
| 1988 | Miami Vice                     | Polly Wheeler             | televizní film |
| 1988 | Mystic Pizza                   | Daisy Arujo               | Nominace – Independent Spirit Award v kategorii Nejlepší herečka v hlavní roli |
| 1988 | Baja Oklahoma                  | Candy Hutchins            | televizní film |
| 1988 | Satisfaction                   | Daryle (baskytaristka)    | známé také jako Girls of Summer |
| 1989 | Ocelové magnólie               | Shelby Eatenton Latcherie | Zlatý glóbus v kategorii Nejlepší herečka ve vedlejší roli Nominace – Oscar v kategorii Nejlepší herečka ve vedlejší roli |
| 1989 | Červené jako krev              | Maria Collogero           | |
| 1990 | Hráči se smrtí                 | Rachel Mannus             | Nominace – Cena Saturn v kategorii Nejlepší herečka ve vedlejší roli |
| 1990 | Pretty Woman                   | Vivian Ward               | Zlatý glóbus v kategorii Nejlepší herečka ve filmu – komedie nebo muzikál Nominace – Filmová cena Britské akademie v kategorii Nejlepší herečka v hlavní roli Nominace – Kid's Choice Award v kategorii Nejlepší herečka Nominace – Oscar v kategorii Nejlepší herečka v hlavní roli |
| 1991 | Hook                           | Zvoněnka                  | |
| 1991 | Zemřít mladý                   | Hilary O'Neil             | Nominace – Filmová cena MTV v kategorii Nejlepší herečka Nominace – Filmová cena MTV v kategorii Žena, po které se nejvíce touží |
| 1991 | Noci s nepřítelem              | Sara Waters/Laura Burney  | Nominace – Cena Saturn v kategorii Nejlepší herečka |
| 1992 | Hráč                           |                           | Carmeo |
| 1993 | Případ Pelikán                 | Darby Shaw                | Nominace – Filmová cena MTV v kategorii Nejlepší herečka |
| 1994 | Prêt-à-Porter                  | Anne Eisenhower           | známé také jako Ready to Wear |
| 1994 | Zbožňuju trable                | Sabrina Peterson          | |
| 1995 | Síla lásky                     | Grace King Bichon         | |
| 1996 | Všichni říkají: Miluji tě      | Von Sidell                | |
| 1996 | Michael Collins                | Kitty Kiernan             | |
| 1996 | Mary Reilly                    | Mary Reilly               | |
| 1997 | Spiknutí                       | Alice Sutton              | |
| 1997 | Svatba mého nejlepšího přítele | Julianne Potter           | Nominace – Filmová cena MTV v kategorii Nejlepší herečka Nominace – Satellite Award v kategorii Nejlepší herečka ve filmu – muzikál nebo komedie Nominace – Zlatý glóbus v kategorii Nejlepší herečka ve filmu – komedie nebo muzikál |
| 1998 | Druhá nebo první               | Isabel Kelly              | Nominace – Kid's Choice Award v kategorii Nejlepší herečka |
| 1999 | Nevěsta na útěku               | Maggie Carpenter          | Nominace – Kid's Choice Award v kategorii Nejlepší herečka Nominace – Filmová cena MTV v kategorii Nejlepší herečka |
| 1999 | Notting Hill                   | Anna Scott                | Nominace – Kid's Choice Award v kategorii Nejlepší herečka Nominace – Kid's Choice Award v kategorii Nejlepší filmový pár (s Hughem Grantem) Nominace – Satellite Award v kategorii Nejlepší herečka ve filmu – muzikál nebo komedie Nominace – Zlatý glóbus v kategorii Nejlepší herečka ve filmu – komedie nebo muzikál |
| 2000 | Erin Brockovich                | Erin Brockovich           | Critics' Choice Movie Award v kategorii Nejlepší herečka Filmová cena Britské akademie v kategorii Nejlepší herečka v hlavní roli Filmová cena MTV v kategorii Nejlepší herečka Cena Sdružení filmových a televizních herců v kategorii Nejlepší herečka v hlavní roli Teen Choice Award v kategorii Nejlepší herečka Oscar v kategorii Nejlepší herečka v hlavní roli Zlatý glóbus v kategorii Nejlepší herečka ve filmu – drama Nominace – Filmová cena MTV v kategorii Nejlepší linie ze scénáře Nominace – Filmová cena MTV v kategorii Žena, po které se nejvíce touží Nominace – Satellite Award v kategorii Nejlepší herečka ve filmu – drama |
| 2001 | Dannyho parťáci                | Tess Ocean                | |
| 2001 | Zlatíčka pro každého           | Kathleen "Kiki" Harrison  | |
| 2001 | Mexičan                        | Samantha Barzel           | Nominace – Teen Choice Award v kategorii Nejlepší chemie (s Bradem Pittem) |
| 2002 | Milujte svého zabijáka         | Patricia Watson           | |
| 2002 | Grand Champion                 | Jolene                    | |
| 2002 | Hollywood, Hollywood           | Catherine/Francesca       | |
| 2003 | Úsměv Mony Lisy                | Katherine Ann Watson      | |
| 2004 | Dannyho parťáci 2              | Tess Ocean                | Nominace – Critics' Choice Movie Award v kategorii Nejlepší obsazení |
| 2004 | Na dotek                       | Anna Cameron              | Nominace – Critics' Choice Movie Award v kategorii Nejlepší obsazení |
| 2006 | Šarlotina pavučinka            | Šarlotka, pavouček (hlas) | podle předlohy Šarlotina pavučinka |
| 2006 | Mravenční polepšovna           | Hova (hlas)               | Nominace – Kid's Choice Award v kategorii Nejlepší hlas z animovaného filmu |
| 2007 | Soukromá válka pana Wilsona    | Joanne Herring            | Nominace – Zlatý glóbus v kategorii Nejlepší herečka ve vedlejší roli |
| 2008 | Světlušky v zahradě            | Lisa Waechter             | |
| 2009 | Dvojí hra                      | Claire Stenwick           | Nominace – Zlatý glóbus v kategorii Nejlepší herečka ve filmu – komedie nebo muzikál |
| 2010 | Na sv. Valentýna               | Kate Hazeltine            | Nominace – People's Choice Award v kategorii Nejlepší filmová herečka |
| 2010 | Jíst, meditovat, milovat       | Ryan Murphy               | |
| 2011 | Moje krásná učitelka           | Mercedes Tainot           | |
| 2011 | Láska, svatba, manželství      | Terapeutka Ave (hlas)     | |
| 2012 | Sněhurka                       | královna                  | Nominace – Kid's Choice Award v kategorii Nejlepší zloduch |
| 2013 | Blízko od sebe                 | Barbara Weston-Fordhamová | Nominace – Critics' Choice Movie Award v kategorii Nejlepší herečka ve vedlejší roli Nominace – Filmová cena Britské akademie v kategorii Nejlepší herečka ve vedlejší roli Nominace – Cena Sdružení filmových a televizních herců v kategorii Nejlepší herečka ve vedlejší roli Nominace – Screen Actors Guild Award v kategorii Nejlepší obsazení Nominace – Satellite Award v kategorii Nejlepší herečka ve vedlejší roli Nominace – Oscar v kategorii Nejlepší herečka ve vedlejší roli Nominace – Zlatý glóbus v kategorii Nejlepší herečka ve vedlejší roli                                                                                    |
| 2015 | Tajemství jejich očí           | Jess Cobb                 | |
| 2016 | Svátek matek                   | Miranda                   | |
| 2016 | Hra peněz                      | Patty Fenn                | |
| 2017 | (Ne)obyčejný kluk              | Isabel Pullman            | |
| 2017 | Šmoulové: Zapomenutá vesnice   | Pomněnka (hlas)           | |
| 2018 | Ben Is Back                    | Holly Burns               | |
| 2018 | Let's Dance                    | Žena ve vlaku             | krátkometrážní film |
| 2022 | Vstupenka do ráje              | Georgia Cotton            | také producentka |
| 2022 | Leave the World Behind         | Amanda                    | také producentka |

| Rok  | Název                                    | Role                 | Informace                             |
| ---- | ---------------------------------------- | -------------------- | ------------------------------------- |
| 1987 | Kriminální příběhy                       | Tracy                | díl: Pilot                            |
| 1988 | Miami Vice                               | Polly Wheeler        | díl: Mirror Image                     |
| 1988 | Beja Oklahoma                            | Candy Hutchins       | TV film                               |
| 1995 | Before Your Eyes: Angelie's Secret       | Vypravěč             | TV film                               |
| 1996 | Přátelé                                  | Susie Moss           | díl: Rande s Van Dammem               |
| 1998 | Murphy Brown                             | Samu sebe            | díl: Never Can Say Goodbye            |
| 1999 | Právo a pořádek                          | Katrina Ludlow       | díl: Empire                           |
| 2000 | Silent Angels: The Rett Syndrome Story   | Vypravěč             |                                       |
| 2003 | Queens Supreme                           | —                    | Výkonná producentka                   |
| 2003 | Freedom: A History of US                 | Virginia – svědek    | 2 díly                                |
| 2004 | Americká děvčata: Samantha               | —                    | Výkonná producentka, TV film          |
| 2005 | Felicity – příběh z války za nezávislost | —                    | Výkonná producentka, TV film          |
| 2006 | Beslan: Three Days in September          | vypravěčka           | dokumentární pořad                    |
| 2007 | Molly – příběh z druhé světové války     | —                    | Výkonná producentka, TV film          |
| 2011 | Extraordinary Moms                       | Moderátorka          | Výkonná producentka, dokument         |
| 2014 | Makers: Women Who Make America           | vypravěčka           | díl: „Women in Hollywood“             |
| 2014 | Nature Is Speaking                       | Matka příroda (hlas) | díl: „Mother Nature“, anglický dabing |
| 2014 | Stejná srdce                             | Dr. Emma Brookner    | TV film                               |
| 2017 | V divočině s Bearem Gryllsem             | ona sama             | díl: „Julia Roberts“                  |
| 2018 | Homecoming                               | Heidi Bergman        | hlavní role, 10 dílů                  |
| 2022 | Gaslit                                   | Martha Mitchell      | 8 dílů, také výkonná producentka      |